# Зорешти (Бузау)
Зорешти (рум. Zorești) насеље је у Румунији у округу Бузау у општини Вернешти. Oпштина се налази на надморској висини од 146 m.

## Становништво
Према подацима из 2002. године у насељу је живело 1330 становника, од којих су сви румунске националности.